# Jon Lane
Jon Lane é um ex-patinador artístico britânico, que competiu na dança no gelo. Com Janet Sawbridge ele conquistou uma medalha de bronze em campeonatos mundiais, uma medalha de prata e uma de bronze em campeonatos europeus e foi quatro vezes medalhista do campeonato nacional britânico.

## Principais resultados

### Com Janet Sawbridge
| Resultados           | Resultados        | Resultados        | Resultados        | Resultados       | Resultados    | Resultados    | Resultados    | Resultados    | Resultados    | Resultados    | Resultados    | Resultados    | Resultados    | Resultados    | Resultados    |  |
| Internacional        | Internacional     | Internacional     | Internacional     | Internacional    | Internacional | Internacional | Internacional | Internacional | Internacional | Internacional | Internacional | Internacional | Internacional | Internacional | Internacional |  |
| Evento/Temporada     | 1965– 1966        | 1966– 1967        | 1967– 1968        | 1968– 1969       | 1969– 1970    | 1970– 1971    |               |               |               |               |               |               |               |               |               |  |
| -------------------- | ----------------- | ----------------- | ----------------- | ---------------- | ------------- | ------------- | ------------- | ------------- | ------------- | ------------- | ------------- | ------------- | ------------- | ------------- | ------------- |  |
| Campeonato Mundial   | 6.º               | 4.º               | Medalha de bronze | 4.º              | 7.º           | 6.º           |               |               |               |               |               |               |               |               |               |  |
| Campeonato Europeu   | 6.º               | 4.º               | Medalha de bronze | Medalha de prata |               |               |               |               |               |               |               |               |               |               |               |  |
| Nacional             |                   |                   |                   |                  |               |               |               |               |               |               |               |               |               |               |               |  |
| Campeonato Britânico | Medalha de bronze | Medalha de bronze | Medalha de bronze | Medalha de prata |               |               |               |               |               |               |               |               |               |               |               |  |
|                      |                   |                   |                   |                  |               |               |               |               |               |               |               |               |               |               |               |  |